# Раздаточная коробка
Разда́точная коробка (в просторечии раздатка) — элемент трансмиссии автомобиля, опционально применяемый только на полноприводных автомобилях повышенной проходимости с двигателем внутреннего сгорания и выполняющий функцию разнорежимного распределения крутящего момента между ведущими осями автомобиля.
По конструкции раздаточная коробка всегда представляет собой отдельный агрегат, в корпусе (картере) которого по умолчанию находятся два последовательно расположенных устройства: демультипликатор, предназначенный для возможности движения в двух ходовых режимах — режиме дорог с покрытием и режиме бездорожья; и разветвитель одного потока мощности от двигателя на два потока мощности к ведущим мостам, принцип работы которого определяет тип полного привода (см. ниже). Обязательной принадлежностью раздаточной коробки является механизм управления, посредством которого сам водитель выбирает тот или иной режим распределения крутящего момента между осями, и в случае, если механизмов ручного управления нет, то такой агрегат раздаточной коробкой обычно не называется.

## Принципиальное устройство

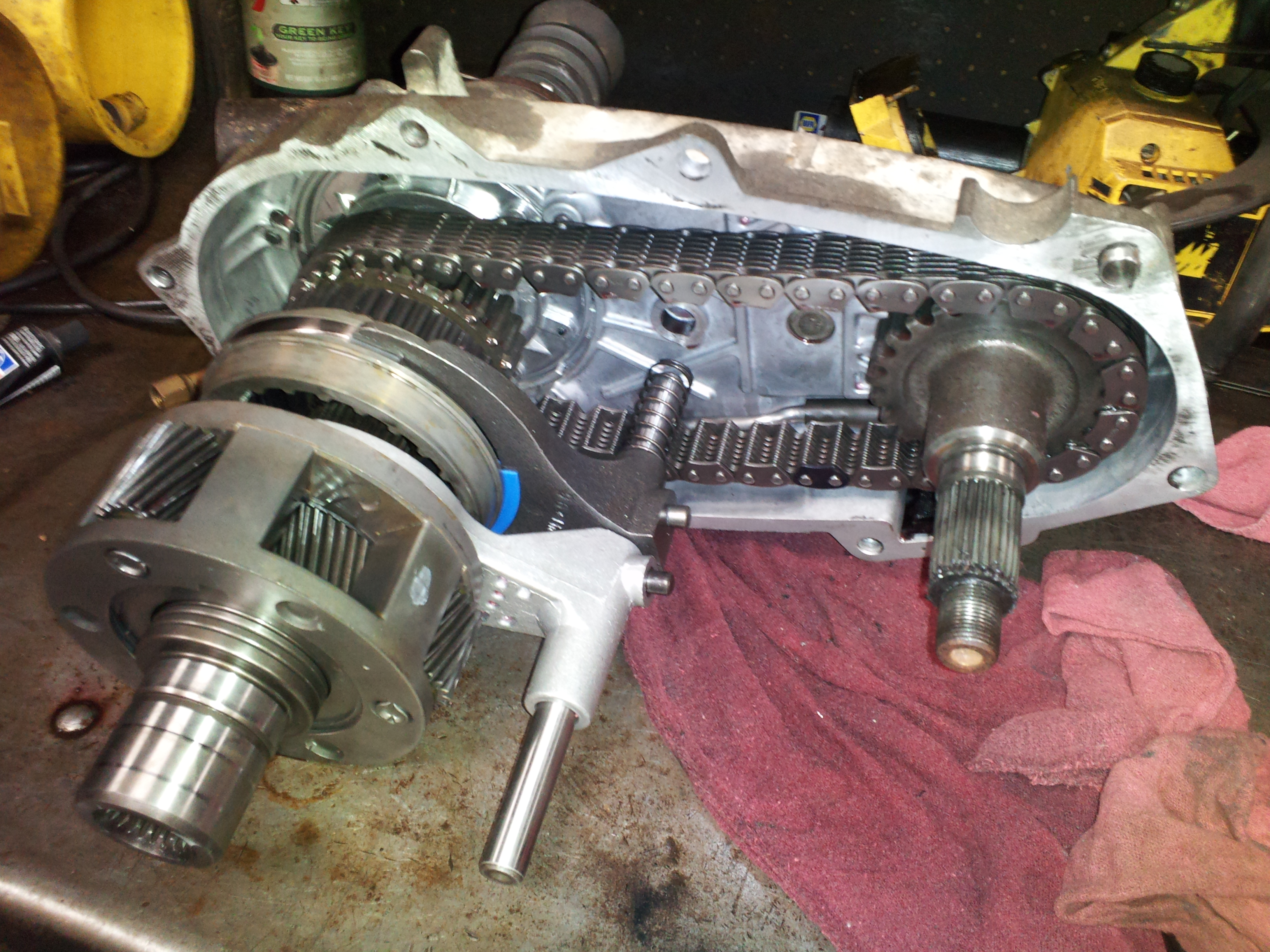
Раздаточная коробка автомобиля Jeep:
демультипликатор — планетарный;
полный привод — подключаемый;
передача мощности — цепью;
вилка белого цвета переключает режимы работы демультипликатора
вилка чёрного цвета подключает вторую ведущую ось.

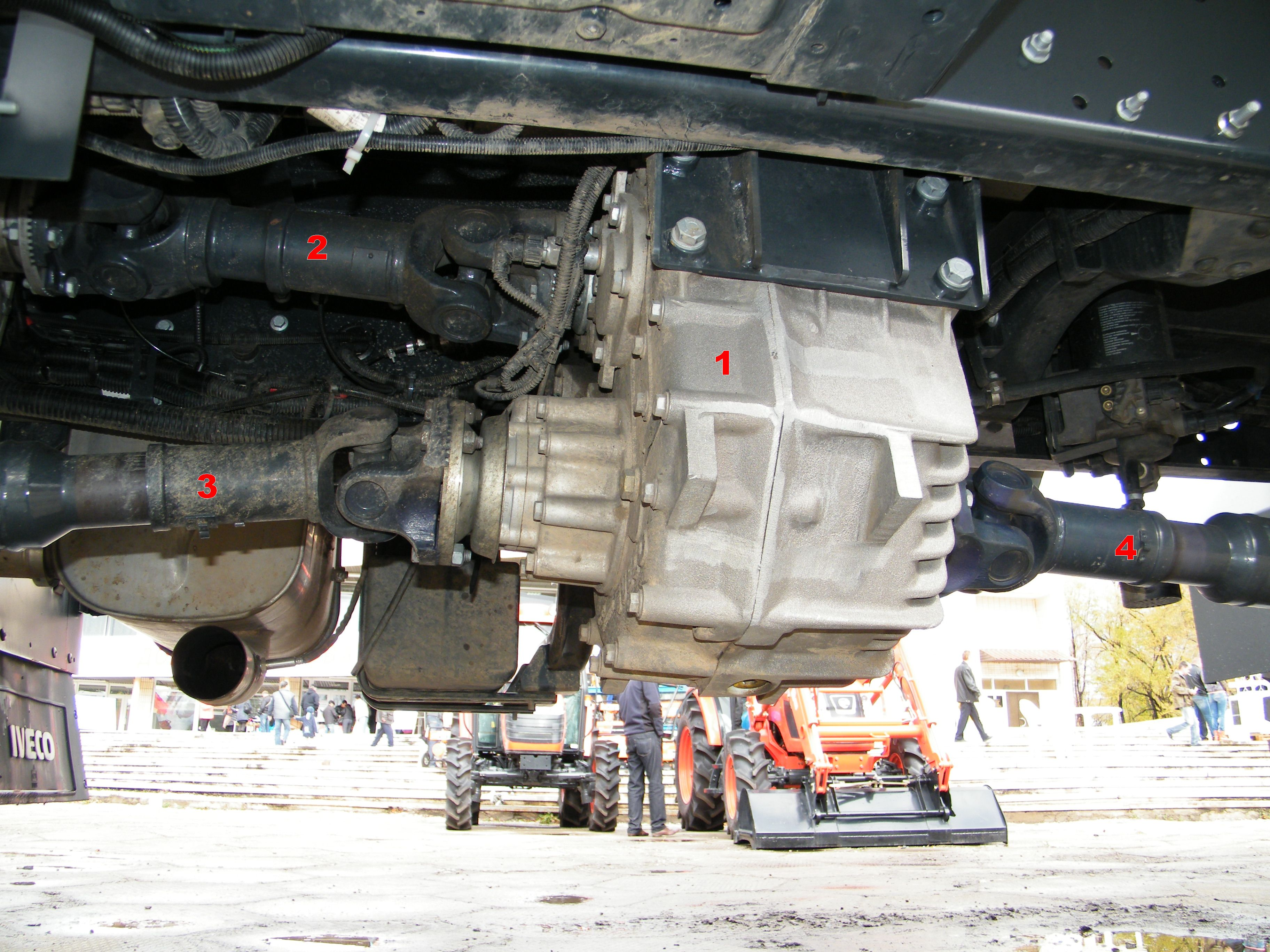
Раздаточная коробка двухосного полноприводного автомобиля. Iveco 150EZ8 с соосным расположением валов привода обеих осей:
1 — раздаточная коробка
2 — карданный вал от коробки передач
3 — карданный вал к переднему ведущему мосту
4 — карданный вал к заднему ведущему мосту

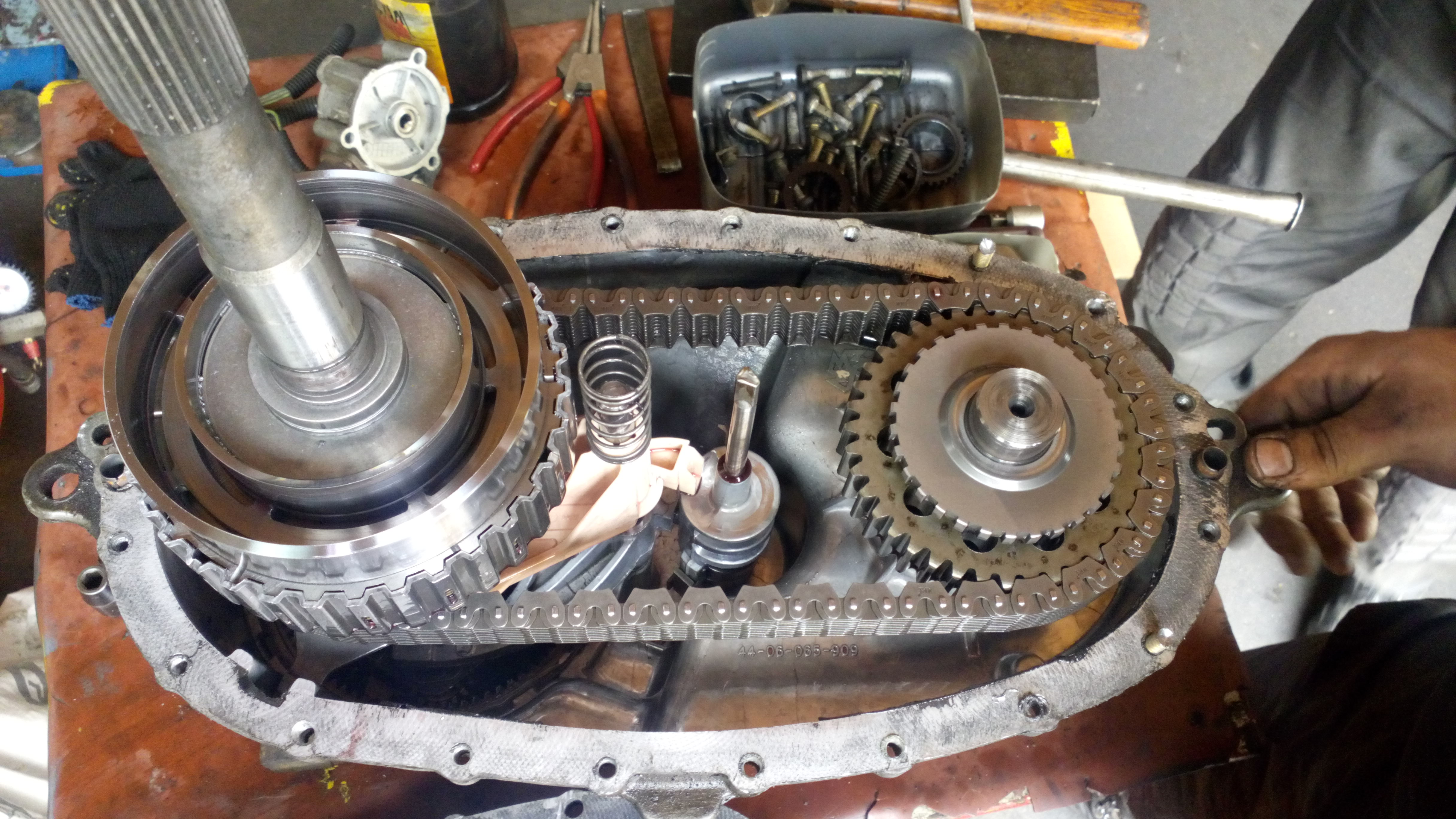
Цепь Морзе в раздаточной коробке BorgWarner 4406 автомобиля Ford Expedition 5,4 литра.

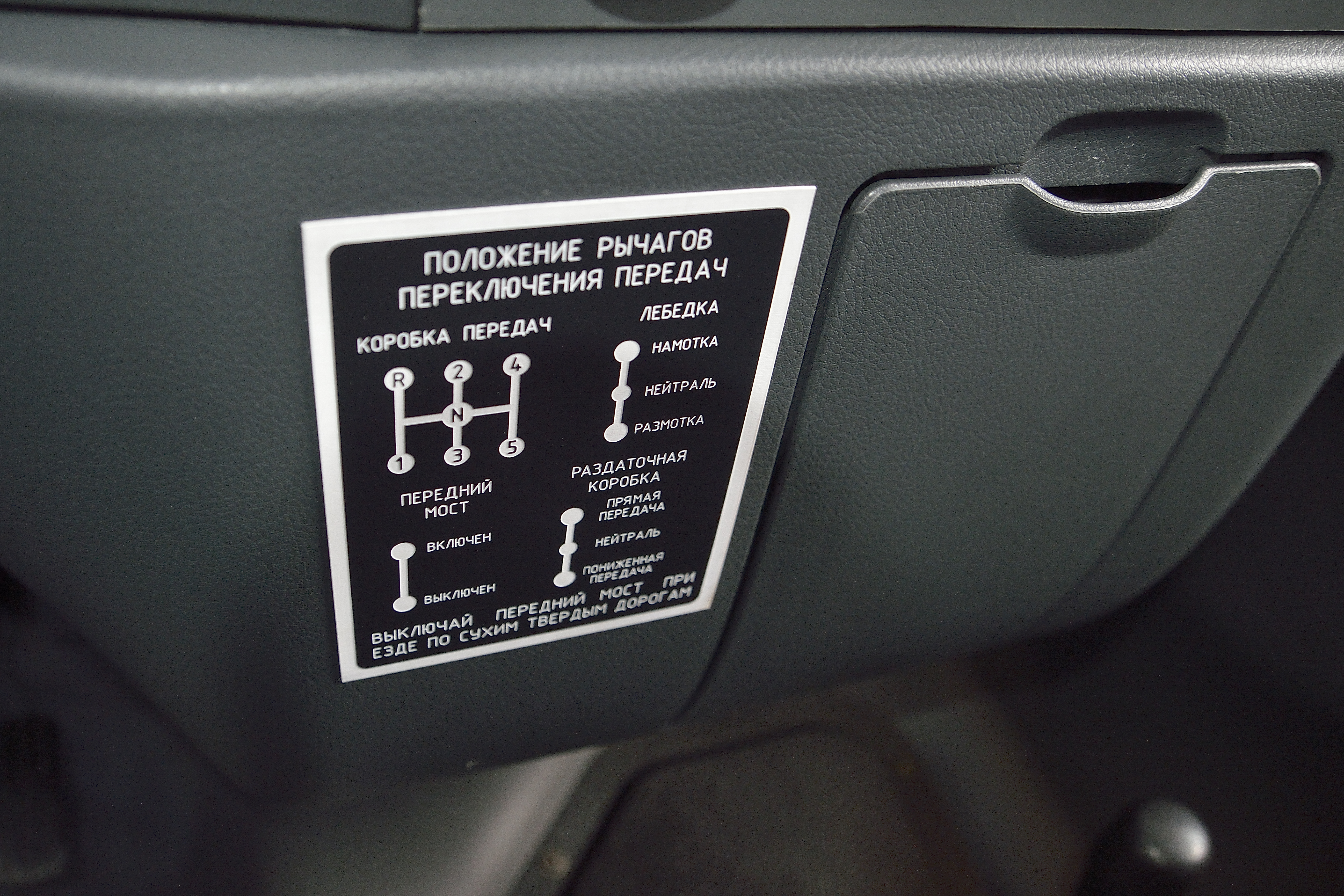
Диаграмма включения РК.

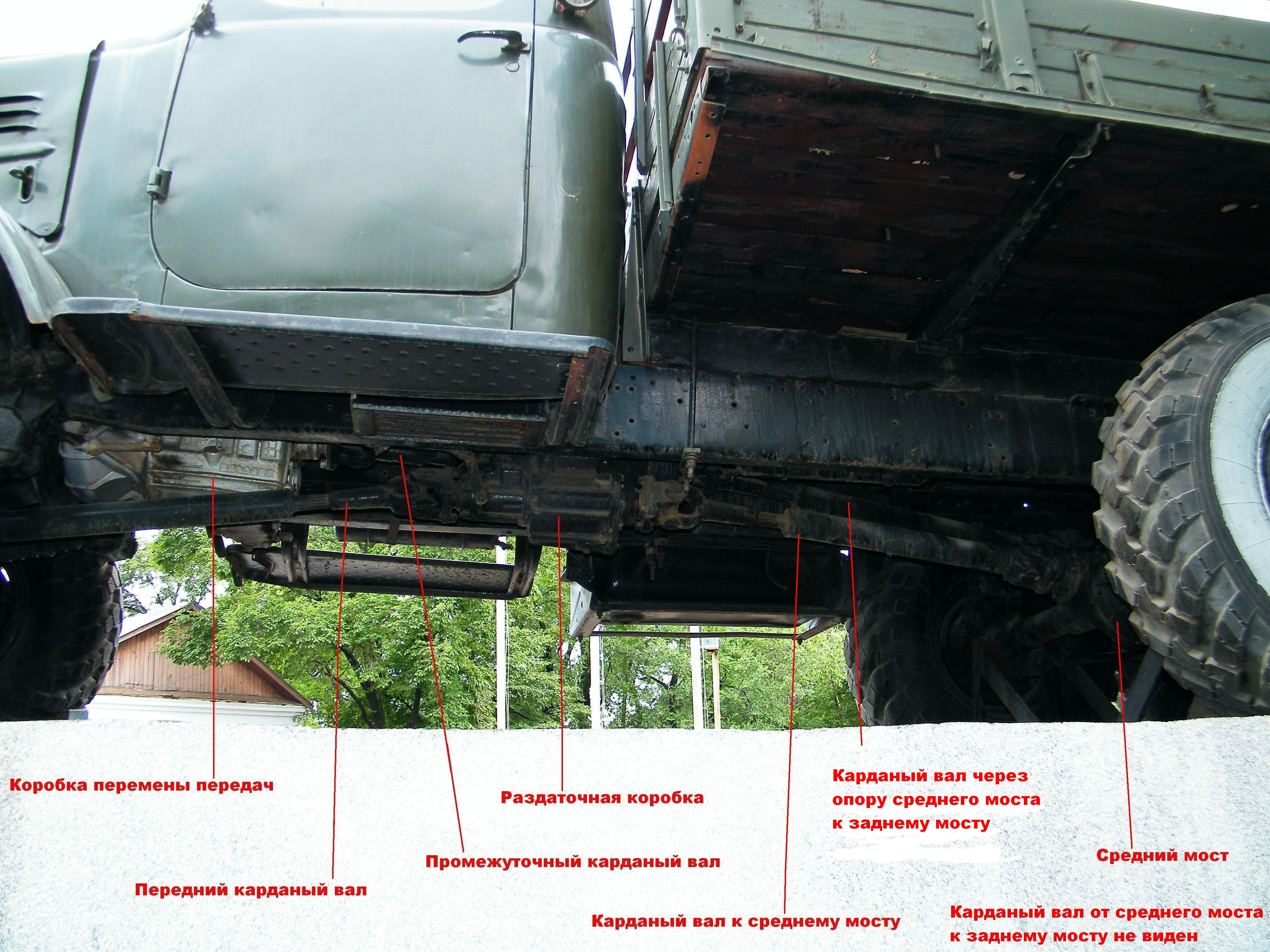
Трансмиссия автомобиля ЗИЛ-157, от раздаточной коробки отходят три карданных вала.

Раздаточная коробка (далее — РК) всегда есть отдельный агрегат, работоспособность которого никак не связана с работоспособностью коробки передач (далее — КП), а монтаж/демонтаж возможен отдельно от неё. РК может быть соединена с КП как промежуточным карданным валом, так и жестко пристыкована к картеру КП. Корпус (картер) РК обычно выполнен из силумина или прочих алюминиевых сплавов. Обычно в РК имеется одна точка входа мощности (от КП) и две точки выхода (к передним и задним осям). Конструктивно обычно это валы с фланцами (так называемые хвостовики) для подсоединения карданных валов. РК всегда имеет как минимум две параллельные оси вращения своих ведущего и ведомых валов, при этом возможны два варианта распределения: ось ведущего вала совпадает с осью ведомого и ось второго ведомого вала отдельно; оси ведомых валов совпадают и ось ведущего вала отдельно. Принципиально выбор того или иного варианта ни на что не влияет и определяется лишь компоновочными соображениями.
Демультипликатор в РК может быть выполнен как в виде двухрядной простой зубчатой передачи на цилиндрических шестернях, так и в виде планетарной передачи. В обоих случаях демультипликатор имеет два режима: прямую передачу и понижающую передачу, как в РК ГАЗ-66, ГАЗ-3308, УАЗ, либо две понижающих с разным передаточным числом, пример — РК грузовых автомобилей КрАЗ. Также возможен режим нейтрали, но он не обязателен. Переключение между режимами обычно выполнено посредством зубчатой механической муфты.
За разветвление потока могут отвечать следующие устройства:
- Механическая зубчатая муфта, жёстко подключающая привод вспомогательной ведущей оси к приводу основной ведущей оси — это система подключаемого полного привода (УАЗ, ГАЗ-66 и ГАЗ-3308, муфта подключения переднего моста КрАЗ-255);
- Межосевой дифференциал с механической блокировкой, раскладывающий мощность между осями постоянно и на всех режимах движения — это система постоянного полного привода (между средней и задней осями — дифференциал КрАЗ, между передней и обеими задними осями Уралов-375[4] и 4320);
- Зубчатые передачи или цепная передача с общим передаточным отношением в единицу для передачи мощности с оси ведущего вала на ось карданного вала/валов привода колёс.

Механизм выбора режимов работы может быть реализован разнопланово: как наподобие системы переключения 
передач на механических КП, так и посредством индивидуальных актуаторов, соленоидов, шаговых электромоторов, гидравлических цилиндров. 
Для системы подключаемого полного привода предусмотрены три последовательно включаеммых режима:
1. 2H — привод на одну постоянно ведущую ось.
2. 4H — привод на обе ведущих оси.
3. 4L — привод на обе ведущих оси на понижающей передаче.

Переключение между режимами 2H и 4H обычно может быть выполнено на ходу в случае отсутствия пробуксовки ведущей оси. Переключение между режимами 4H и 4L обычно не может быть выполнено на ходу ввиду отсутствия механизмов синхронизации в демультипликаторе.
Для системы постоянного полного привода предусмотрены следующие режимы:
1. 4H AWD — полный привод без включённой блокировки дифференциала на прямой передаче.
2. 4H Lock — полный привод с включённой блокировкой дифференциала на прямой передаче.
3. 4L Lock — полный привод с включённой блокировкой дифференциала на понижающей передаче.

Переключение между режимами 4H AWD и 4H Lock в общем случае производится на стоящем автомобиле без какой-либо пробуксовки колёс, но в некоторых системах возможно на ходу.
В обоих случаях — и подключаемого и постоянного полного привода — переключение между режимами стараются 
делать одним одноходовым рычагом, но на машинах относительно простых конструкций переключение режимов может быть организовано посредством двух рычагов, один из которых отвечает за режим раздачи мощности, а второй за режим демультипликатора. Привод может быть как прямой, так и посредством сервоприводов. Также, в обоих случаях возможен режим нейтрали (N), которая обычно располагается между прямым и понижающим режимами демультипликатора

### Нестандартные раздаточные коробки
- раздаточная коробка с одновременным приводом на три оси (пример — ЗИЛ-157)
- раздаточная коробка системы полного привода по требованию, в которых за подключение вспомогательной ведущей оси отвечают некие автоматически срабатывающие муфты. На современных паркетных внедорожниках РК в своём каноническом виде отсутствует: здесь нет демультипликатора, а муфта привода вспомогательной ведущей оси обычно не предполагает сколь-либо длительную работу в заблокированном состоянии. Вместо РК на машинах этого типа обычно установлена так называемая коробка отбора мощности.
- раздаточная коробка систем многорежимного полного привода, допускающие более чем три режима движения: движение на одной оси, движение на обеих осях через дифференциал, движение на жёстко соединённых осях, движение на понижающей передаче демультипликатора.

### Классификация РК по способу подключения ведущих осей (на примере автомобилей марки Jeep)
- Жёсткое выборочное подключение, есть полный привод для всех типов дорог - Full time. Пользователь самостоятельно выбирает требуемый тип привода и ряд передач - прямой или пониженный. Поэтому такой класс раздаточных коробок получил у автомобилей Jeep собственное название Selec-Trac. Часто такой тип привода оснащается дополнительными передачами, имеющими в себе дополнительные свойства, например, блокировку межосевого дифференциала или включение пониженного ряда передач. Подобный тип привода был массово воплощён в 1987 году на автомобилях Jeep Cherokee путём использования раздаточной коробки New Process Gear model 242. Данная раздаточная коробка имеет систему полного привода Full time - т.е., позволяет перемещаться неограниченно долго как в заднеприводном варианте, так и в полноприводном при выборе соответствующей передачи. Их у этой раздаточной коробки (NPG-242) пять: 2WD (задний привод, для дорог с твёрдым покрытием или грунтовок), 4WD part time (полный привод с заблокированным межосевым дифференциалом, для бездорожья), 4WD full time (полный привод с разблокированным дифференциалом, для дорог с твёрдым покрытием или грунтовок), N (нейтраль, для буксировки или выполнения сервисного обслуживания), 4WD Low (полный привод с заблокированным дифференциалом и включённым пониженным рядом 2.72:1, для тяжёлого бездорожья). У компании Mitsubishi есть схожие раздаточные коробки, и их тип привода называется похожим словом SuperSelect.
- Жёсткое выборочное подключение, полный привод только для бездорожья - Part time. Один из первых типов подключаемого полного привода, получивший большое распространение. На автомобилях Jeep имеет собственное название Command-Trac. Пользователь так же самостоятельно выбирает требуемый тип привода в зависимости от дорожной обстановки, однако ввиду отсутствия в конструкции таких раздаток межосевого дифференциала или выполняющего его функции иной детали (например, вискомуфты) при включении полного привода оси жёстко связаны между собой, и крутящий момент передаётся на перед и зад постоянно в одинаковых пропорциях вне зависимости от поведения автомобиля. Это влечёт за собой то, что угловые скорости осей будут одинаковыми даже в то время, когда они должны быть разными, например, в поворотах. Поэтому, стремясь преодолеть сопротивление трения шин об поверхность, будет интенсивнее изнашиваться вся трансмиссия. Пример такой раздаточной коробки на автомобилях Jeep Cherokee, Wrangler и Grand Cherokee (первое поколение) - New Process model 231. Имеет четыре режима, основной - задний привод для всех типов поверхности. Режимы по порядку: 2WD (задний привод), 4WD Part time (полный привод с заблокированным межосевым дифференциалом, для бездорожья), N (нейтраль, для буксировки или выполнения сервисного обслуживания), 4WD Low (полный привод с заблокированным дифференциалом и включённым пониженным рядом 2.72:1, для тяжёлого бездорожья)
- Постоянный полный привод системы Full-time. Как и в первом пункте, это название лишь указывает на то, что в диапазоне передач есть полный привод, который можно использовать постоянно и на всех типах поверхности. Однако в данном случае упор нужно сделать на том, что привод теперь не отключаемый, т.е. выбора между задним и полным теперь нет. На автомобилях Jeep этот привод получил собственное название Quadra-Trac. Характерный пример - раздаточная коробка New Venture model 249 для Grand Cherokee первого поколения, которая устанавливалась на данный автомобиль с 1993 по начало 1996 года. Пользователь вручную мог выбрать лишь между постоянным полным приводом (4WD full time), нейтралью (N) и полным приводом с заблокированным межосевым дифференциалом с включением понижающего ряда 2.72:1 (4WD Low). Крутящий момент передаётся постоянно на обе оси в процентном соотношении 48:52 между передом и задом соответственно.
- Монопривод с подключением полного в случае проскальзывания ведущей оси - система On Demand («в ожидании»). На полноразмерных внедорожниках Grand Cherokee появился в 1996 году после модернизации раздаточной коробки NV-249 до NV-249OD. Теперь автомобиль стал обладать классическим для американских машин задним приводом с подключением передней оси в случае проскальзывания задней. Этот механизм можно реализовать различными способами. Конкретно на этой раздатке убрали межосевой дифференциал, его роль стала выполнять вискомуфта с полиметилсилоксановым наполнителем повышенной вязкости (силикон вязкостью ок. 60 000 единиц). Карданные валы разных осей приводят во вращение внутреннюю и внешнюю части вискомуфты. При постоянной скорости движения машины угловые скорости карданных валов также одинаковы, соответственно, нет и разницы в скоростях вращения частей вискомуфты. Но как только задний кардан начинает вращаться быстрее по причине проскальзывания задних колёс, то возникает разница угловых скоростей карданов, и соответственно - внешней и внутренней частей вискомуфты. Силиконовая жидкость внутри вискомуфты работает по принципу варёного яйца - т.е. при нагревании не разжижается, а наоборот спекается, и схватывает воедино внешнюю и внутреннюю часть муфты. Таким образом подхватывает вращение и передний кардан, автомобиль становится полноприводным, пока снова скорости карданов не уравняются, силикон не остынет и не станет опять жидким. По схожему принципу работают многие другие современные системы автоматически подключаемого через вискомуфту полного привода. В 1999 году, с выходом второго поколения Grand Cherokee, началось использование раздаточной коробки NV-247, тоже системы On Demand. Отличие от предшественницы заключалось в том, что теперь вместо вискомуфты карданные валы приводили в движение разные части героторной муфты, которая при возникновении разницы скоростей на осях начинала работать как насос, и накачивала масло, наполняющее раздаточную коробку, внутрь себя. С началом блокировки этой муфты начинал вращаться и передний карданный вал.

## Основные типы

### По способу переключения
Простейшая раздаточная коробка переключается рычагом в центре салона, который механически связан с раздаточной коробкой, он имеет как правило 2 режима и 2 положения: например, полный привод и задний/передний привод. Такие рычаги чаще всего встречаются на классических рамных  внедорожниках и военной технике.
Так же на паркетниках[уточнить] часто включаются раздаточные коробки с кнопочным переключением, где само переключение выполняет электросервопривод, а мускульное усилие водителя сводится лишь к нажатию или повороту переключателя.
Так же существуют полностью автоматизированные раздаточные коробки, где решения о переключении принимает электроника[уточнить]. 
Так же есть разница[уточнить] между тем, какой привод основной, а какой вспомогательный.

## Производители раздаточных коробок
На мировом рынке раздаточных коробок представлены как производители готовых машин, так и автозапчастей. На российском рынке это могут быть малоизвестные узкоспециальные заводы, а также весьма известные предприятия, как, например, ЗМЗ или ЯМЗ. В США это, как правило, производители запчастей, такие как Eaton, Dana, Avrin Meritor, New Venture Gear/New Process Gear, BorgWarner и другие. Производители ходовых частей автомобиля на рынке Германии и др. государств Евросоюза — это компания ZF, а также другие производители как запчастей так и готовых автомобилей. На рынке стран востока это чаще всего производители готовых автомобилей, а также некоторые OEM-поставщики, не всегда имеющие собственные бренды.